# 고독한 여심
《고독한 여심》(스웨덴어: Ansikte mot ansikte, 영어: Face to Face)는 1976년 개봉한 스웨덴의 심리, 드라마 영화이다. 잉마르 베리만이 감독과 각본을 맡았다. 1976 골든 글로브상 외국어 영화상 수상작이다.

## 개봉
이 영화는 스웨덴 텔레비전에서 177분 길이의 4부작 미니시리즈로 기획 및 제작되었다. 에피소드 제목은 다음과 같다.
1. Uppbrottet (이별)
2. Gränsen (국경)
3. Skymningslandet (황혼의 땅)
4. Återkomsten (귀환)

극장 개봉을 위해 114분에서 135분으로 편집되었다. 그러나 극장판이 먼저 개봉했다. 이 영화는 5월에 열린 1976년 칸 영화제에서 상영되었으나, 주요 경쟁 부문에는 출품되지 않았다. 텔레비전 버전은 같은 해 4월과 5월에 스웨덴에서 4주 동안 방영되었고, 2022년 Cinematograph AB에서 주문형 비디오로 출시되었다.

## 줄거리
정신과 의사 제니 이삭손 박사(리브 울만)는 남편이 미국에 있고 딸 안나가 캠프에 간 사이 정신병원에서 임시 의료 책임자로 일하게 되었다. 가족과 함께 집을 팔려고 하는 사이, 그녀는 어린 시절 부모님을 여의고 자신을 돌봐주셨던 조부모님(군나르 비외른스트란드, 아이노 타우베)과 함께 잠시 살게 된다. 다시 예전 방으로 돌아가는 것은 그녀에게 큰 충격과 불안감을 안겨주며, 처음에는 꿈을 꾸다가 나중에는 외눈박이 할머니의 환영을 보기도 한다. 제니의 개인적인 문제는 정신병원에서 특히 심한 정신질환을 앓고 있는 마리 때문에 더욱 악화된다. 마리는 폭력적인 발작을 일으키고, 제니에게 사랑을 느낄 수 없기 때문에 치료할 수 없다고 말한다.
정신병원 동료의 전처가 주최한 파티에서 제니는 이혼한 의사 토마스(엘란드 조셉슨)를 만난다. 토마스가 제니에게 추파를 던지자 제니는 그와 함께 집에 가기로 하지만, 토마스가 말하기 전에 성관계를 갖자는 제안을 거절한다. 당황한 토마스는 제니에게 택시를 불러주고, 둘은 나중에 다시 만나 성관계를 갖기로 한다.
어느 날, 옛집으로 가던 제니는 정신병원에서 탈출한 마리를 발견한다. 마리와 함께 있던 두 남자는 전화번호부에서 마리의 주소를 찾아 제니에게 데려다달라고 부탁했다고 설명한다. 제니가 경찰에 신고하려 하자 남자들은 제니를 공격하고 강간을 시도하지만, 성교가 어려워지자 재빨리 멈춘다. 그날 밤, 제니는 토마스와 함께 콘서트에 갔다가 집으로 돌아와서 그와 성관계 없이 침대에서 자고 싶다고 말한다. 한밤중에 제니는 그에게 무슨 일이 있었는지 이야기하며, 육체적 쾌락을 너무나 간절히 원해서 강간범과 성관계를 갖기를 바랐지만, 육체적으로 흥분할 수 없었다고 고백한다. 토마스가 그녀를 위로하려 하자 제니는 정신적으로 무너져 내려 택시를 타고 집으로 돌아가자고 하며 곧 다시 만날 거라고 약속한다.
제니는 며칠 동안 조부모님 댁에서 잠을 자며 일을 쉬었다. 주말에 마을을 떠나면서 토마스에게 영화를 보러 가자고 전화를 걸었지만, 전화를 끊고 남편에게 정서적, 육체적 쾌락을 경험해 본 적이 없다고 말하는 유서를 녹음한 후, 넴부톨 50정을 먹는다.
꿈속에서 제니는 자살 시도를 사과하고 할머니와 이야기를 나누며 조부모님 같은 노인들이 두렵다고 스스로에게 말한다. 그때 상상 속의 토마스를 만나게 되고, 토마스는 깊고 잊혀진 기억의 문을 열지 말라고 경고하지만, 제니는 결국 문을 연다. 그녀는 자신을 어루만지고 위로해 주는 노파를 본다. 제니는 병원에서 깨어난다. 토마스가 그곳에 있다. 제니가 전화를 끊고 다시 전화를 걸었지만 받지 않자 토마스는 그녀를 찾으러 갔다.
두 사람은 이야기를 나누고, 토마스는 저녁 식사 때 트림이나 방귀를 뀌지 못하게 했던 자신의 엄격한 양육 방식에 대해 이야기하며 그녀를 위로하려 한다. 두 번째 꿈에서 그녀는 환자들로 가득 찬 방을 서툴게 다룬다. 할아버지는 안나에게 죽음이 두렵다고 말하고, 안나는 그녀를 보고 도망친다.
그녀가 깨어났을 때 남편이 있었지만, 그는 미국으로 돌아가야 한다고 말한다. 그녀는 할아버지에게 할머니에게 일어난 일을 사실대로 말하고 안나와 이야기하겠다고 말한다.
다음 꿈에서 그녀는 아홉 살 때 장례식에서 마지막으로 본 부모님을 찾으려 한다. 그녀는 죄책감과 수치심에 괴로워한다. 부모님을 찾았을 때 처음에는 그녀를 떠나지만, 다시 돌아와 위로해 주자 그녀는 부모님을 밀어낸다.
제니는 잠에서 깨어나 토마스에게 어린 시절 이야기를 들려준다. 두 사람은 깊은 비밀을 공유한다. 토마스는 이혼한 게 아니라 5년 동안 함께 살았던 친구를 잃었다고 말한다. 대화는 점점 험악해지고 제니는 히스테리에 걸린다. 마지막 꿈에서 제니는 장례식에 참석하고 화장 중에 깨어난다.
간호사는 안나가 제니를 만나고 싶어 한다고 말한다. 안나가 무슨 일을 했고 왜 그랬는지 말하려 하지만 잘 풀리지 않는다. 안나는 제니에게 자신을 좋아하지 않았다고 말하고 제니는 떠난다. 토마스는 자메이카로 부도덕한 휴가를 간다며 돌아오지 못할 수도 있다고 말한다.
제니는 할머니에게 돌아가지만 할머니는 제니가 단지 지쳤을 뿐이라고 생각한다. 제니는 남편의 임박한 죽음에 큰 충격을 받는다. 제니는 제니에게 위로를 건넨 후 정신병원에 전화해서 내일 아침에 출근하겠다고 알린다.

## 출연

### 주연
- 리브 울만
- 얼랜드 조셉슨
- 거너 본스트랜드

### 조연
- 고스타 엑만
- 고란 스탠게르츠
- 크리스티나 아돌프슨

## 기타
- 프로듀서: 카틴카 파라고
- 미술: 안나 아습